# مورچه آتشین وارداتی سیاه
مورچه آتشین وارداتی سیاه (نام علمی: Solenopsis richteri) نام یک گونه از سرده مورچه آتشین است.